# Anaerosoma
Anaerosoma es un género de bacterias grampositivas de la familia Anaerosomataceae. Actualmente (2024) contiene una sola especie: Anaerosoma tenue. Fue descrito en el año 2023. Su etimología hace referencia a cuerpo anaerobio. El nombre de la especie hace referencia a pequeño. Es anaerobia obligada e inmóvil. Tiene un tamaño de 0,14-0,18 μm de ancho por 1,8-1,4 μm de largo. Catalasa y oxidasa positivas. Temperatura de crecimiento entre 14-42 °C, óptima de 30 °C. Necesita extracto de levadura para crecer. Tiene un genoma de 2,11 Mpb y un contenido de G+C de 66,6%. Se ha aislado de lodo volcánico en la península de Tamán, Rusia. 